# Martin Helme
Martin Helme (født d. 24. april 1976) er en estisk politiker, som siden 2020 har været formand for Estlands Konservative Folkeparti (EKRE). Helme var finansminister mellem 2019-2021.
Martin Helme er søn af Mart Helme, som er den tidligere formand for EKRE.

## Politiske holdninger
Helme er højreorienteret, og hans politik handler hovedsageligt om modstand til EU og til indvandring.
Helme trak meget opmærksomhed i 2013, da han i en debat om vold og integrations problemer i Sverige, sagde at Estlands indvandringspolitik burde være defineret med sloganet: "Hvis du er sort, så skal du tilbage". Han sagde også, at hvis man tillod mere indvandring til Estland, så ville Estland ende ligesom Sverige, England og Frankrig, og at der ville være "plyndring og voldtægt".
Helme er også modstander af homovielser, og sagde i et interview at homoseksuelle burde "tage til Sverige"
Helme er som nævnt EU-modstander, og har sammenlignet EU med Sovjetunion flere gange.